# Ischioscia variegata
Ischioscia variegata là một loài chân đều trong họ Philosciidae. Loài này được Dollfus miêu tả khoa học năm 1893.